# Horst Pust
Horst Pust (* 16. November 1953) ist ein ehemaliger Fußballspieler aus der DDR.

## Sportlicher Werdegang
Horst Pust absolvierte 1979 ein Spiel für den in der zweithöchsten Spielklasse der DDR, der DDR-Liga, spielberechtigten F.C. Hansa Rostock. Unter Hansa-Trainer Harry Nippert stand er am 29. September 1979 beim Heimspiel am 5. Spieltag der Saison 1979/80 gegen die BSG Nord Torgelow in der Startelf. Er spielte im Ostseestadion vor 4000 Zuschauer und über die volle Distanz von 90 Minuten. Hansa gewann diese Begegnung 7:0. Am Ende der Saison stiegen die Hanseaten in die DDR-Oberliga auf.  